# Destruir, construir, destruir
Destroy Build Destroy (Destruir, construir, destruir en Hispanoamérica) es un programa de juegos en vivo originaria de Estados Unidos dirigido por Andrew W.K., estrenado en Estados Unidos el 20 de junio de 2009. El programa se centra en un concurso inusual de juegos, donde dos equipos destruyen un objeto al azar y construyen vehículos a partir de las partes del objeto, y luego destruyen la creación de los perdedores. Fue producido por Mess Media. En Estados Unidos, su último episodio fue emitido el 21 de septiembre de 2011. En Latinoamérica, se estrenó el 1 de septiembre de 2012, un año después de su finalización en los Estados Unidos. Este es uno de los programas de Cartoon Network que no son dibujos animados.

## Argumento
Destruir, construir, destruir (En inglés: Destroy Build Destroy) es un programa concurso organizado por el músico de rock Andrew W.K. en el que dos grupos (un equipo "verde o azul" y "naranja o amarillo"), por lo general agrupados por temas, tales como los intereses comunes) de los tres concursantes preadolescentes y/o adolescentes (aunque a veces llegan a ser adultos) llegan a destruir varios objetos, y luego construir vehículos de los restos. El espectáculo cuenta con altos explosivos accionados, lanzacohetes, bazucas, y otras herramientas destructivas. El equipo ganador recibe $3000 ($1000 dólares cada uno) como premio, la creación de los perdedores y luego se destruye por el equipo del vehículo ganador. Sin embargo, si se produce un empate al final de la ronda final, nadie gana nada, y ambos vehículos se destruyen.

## Episodios
| Temporada | Temporada | Episodios | Estados Unidos       | Estados Unidos           | Latinoamérica           | Latinoamérica          |
| Temporada | Temporada | Episodios | Comienzo             | Final                    | Comienzo                | Final                  |
| --------- | --------- | --------- | -------------------- | ------------------------ | ----------------------- | ---------------------- |
|           | 1         | 6         | 19 de agosto de 2009 | 9 de junio de 2010       | 1 de septiembre de 2012 | 3 de noviembre de 2012 |
|           | 2         | 8         | 6 de octubre de 2010 | 1 de diciembre de 2010   | 10 de noviembre de 2012 | 21 de febrero de 2013  |
|           | 3         | 8         | 1 de junio de 2011   | 21 de septiembre de 2011 | 22 de febrero de 2013   | 4 de junio de 2013     |
|           | 4         | 15        | 1 de junio de 2011   | 21 de septiembre de 2011 | 5 de junio de 2013      | 25 de junio de 2013    |

### Temporada 1: 2009
| # (serie) | # (temp.) | Título original                                                                 | Estreno en Estados Unidos | Estreno en Hispanoamérica |
| --------- | --------- | ------------------------------------------------------------------------------- | ------------------------- | ------------------------- |
| 1         | 1         | «Ataque del Cañón Neumático: Patinadores vs Matemáticos»                        | 19 de agosto de 2009      | 1 de septiembre de 2012   |
| 2         | 2         | «Guerra de Grúas: Surfistas vs Tecnos»                                          | 26 de agosto de 2009      | 8 de septiembre de 2012   |
| 3         | 3         | «Guerras Acuáticas: Cabezas del Engranaje vs Nueces Deportivas»                 | 2 de septiembre de 2009   | 15 de septiembre de 2012  |
| 4         | 4         | «Carrera de Taxis Acuáticos: Jugadores vs Músicos»                              | 9 de septiembre de 2009   | 22 de septiembre de 2012  |
| 5         | 5         | «Camiones de Carga de la Muerte: Los Atletas vs El Club de Drama»               | 16 de septiembre de 2009  | 29 de septiembre de 2012  |
| 6         | 6         | «Carga Ancha: Rivalidad Entre Hermanos I: Hermanos Menores vs Hermanos Mayores» | 23 de septiembre de 2009  | 3 de noviembre de 2012    |

### Temporada 2: 2009-2010
| # (serie) | # (temp.) | Título original                                                     | Estreno en Estados Unidos | Estreno en Hispanoamérica |
| --------- | --------- | ------------------------------------------------------------------- | ------------------------- | ------------------------- |
| 7         | 1         | «Equipo de Fútbol Americano vs. Banda de Música»                    | 6 de octubre de 2010      | 10 de noviembre de 2012   |
| 8         | 2         | «Músculos vs Cerebros»                                              | 13 de octubre de 2010     | 17 de noviembre de 2012   |
| 9         | 3         | «Batalla de Paletas: Ben 10: Invasión Alienígena vs ¿Qué Pasaría?»  | 20 de octubre de 2010     | 24 de noviembre de 2012   |
| 10        | 4         | «Rivalidad Entre Hermanos II: Hermanos Menores vs Hermanos Mayores» | 27 de octubre de 2010     | 17 de febrero de 2013     |
| 11        | 5         | «Sepulturero vs Máxima Destrucción»                                 | 3 de noviembre de 2010    | 18 de febrero de 2013     |
| 12        | 6         | «John Morrison vs. El Miz»                                          | 10 de noviembre de 2010   | 21 de febrero de 2013     |
| 13        | 7         | «Papás vs Hijos»                                                    | 17 de noviembre de 2010   | 19 de febrero de 2013     |
| 14        | 8         | «Fanáticos de la Música Country vs Fanáticos del Rock»              | 1 de diciembre de 2010    | 20 de febrero de 2013     |

### Temporada 3: 2010
| # (serie) | # (temp.) | Título original                                                     | Estreno en Estados Unidos | Estreno en Hispanoamérica |
| --------- | --------- | ------------------------------------------------------------------- | ------------------------- | ------------------------- |
| 15        | 1         | «NFL Explosión: Shawne Merriman vs. Antonio Gates»                  | 6 de octubre de 2010      | 27 de febrero de 2013     |
| 16        | 2         | «Scooby Doo: Curse of the Lake Monster vs. Dude, What Would Happen» | 13 de octubre de 2010     | 3 de junio de 2013        |
| 17        | 3         | «NASCAR Pileup: Carl Edwards vs. Joey Logano»                       | 20 de octubre de 2010     | 4 de junio de 2013        |
| 18        | 4         | «Midnight Battle: Big Bros vs. Little Bros»                         | 27 de octubre de 2010     | 22 de febrero de 2013     |
| 19        | 5         | «Street Ballers vs MoterCrossers»                                   | 3 de noviembre de 2010    | 25 de febrero de 2013     |
| 20        | 6         | «Sons vs. Moms»                                                     | 10 de noviembre de 2010   | 26 de febrero de 2013     |
| 21        | 7         | «Students vs. Teachers»                                             | 17 de noviembre de 2010   | 28 de febrero de 2013     |
| 22        | 8         | «Footballers vs. Cheerleaders»                                      | 1 de diciembre de 2010    | 31 de mayo de 2013        |

### Temporada 4: 2011
| # (serie) | # (temp.) | Título original                                                      | Estreno en Estados Unidos | Estreno en Hispanoamérica |
| --------- | --------- | -------------------------------------------------------------------- | ------------------------- | ------------------------- |
| 23        | 1         | «Food Fight: Valley Girls vs Jersey Boys»                            | 1 de junio de 2011        | 5 de junio de 2013        |
| 24        | 2         | «Sports Mashup: The Speed Demons vs Chillaxers»                      | 8 de junio de 2011        | 11 de junio de 2013       |
| 25        | 3         | «Weird Science-Attack of Geniuses: The Straight A's vs The A Gamers» | 15 de junio de 2011       | 6 de junio de 2013        |
| 26        | 4         | «Battleship Boom:Bullseyes vs Frenemies»                             | 22 de junio de 2011       | 12 de junio de 2013       |
| 27        | 5         | «Submarine Showdown: Army Brats vs Navy Brats»                       | 29 de junio de 2011       | 17 de junio de 2013       |
| 28        | 6         | «Blimps?: Mad-Moves vs Mad Scientists»                               | 20 de julio de 2011       | 18 de junio de 2013       |
| 29        | 7         | «Celebridades: Patinadores vs Ciclistas de BMXA»                     | 27 de julio de 2011       | 10 de junio de 2013       |
| 30        | 8         | «Ultimate Warrior: Team Captains vs Class Presidents"»               | 3 de agosto de 2011       | 13 de junio de 2013       |
| 31        | 9         | «Andrew's TV Funhouse: Dee Jays vs Dirt Bikers»                      | 10 de agosto de 2011      | 7 de junio de 2013        |
| 32        | 10        | «Urban Cowboy: The Engineers vs The Hams»                            | 17 de agosto de 2011      | 14 de junio de 2013       |
| 33        | 11        | «Destroyers in Space: Black Belts vs The Cleats»                     | 24 de agosto de 2011      | 21 de junio de 2013       |
| 34        | 12        | «Destroy Sweet Destroy: Tricksters vs Trash Talkers»                 | 31 de agosto de 2011      | 25 de junio de 2013       |
| 35        | 13        | «Team Wentz vs. Team Chiddy»                                         | 7 de septiembre de 2011   | 24 de junio de 2013       |
| 36        | 14        | «The Art of Destruction: The Glee Club vs. 4.0's»                    | 14 de septiembre de 2011  | 19 de junio de 2013       |
| 37        | 15        | «Catch and Destroy: The Models vs. Grease Monkeys»                   | 21 de septiembre de 2011  | 20 de junio de 2013       |

## Desarrollo
El programa inició el 20 de junio de 2009 en Carver, Massachusetts, como parte de un bloque de programación de Cartoon Network llamada el nuevo CN Real.
Destroy Build Destroy es producido por Mess Media en asociación con Idiot Box Productions. Los productores ejecutivos son Dan Taberski y Scott Messick.
La segunda temporada de la serie se estrenó el 4 de noviembre de 2009 y el número 1 en su horario entre los niños de 6 a 11 toda la televisión con un total de 2,1 millones de visto en cada episodio en los EE. UU.
Destruir, construir, destruir fue catalogado como uno de los espectáculos que regresan en Cartoon Network para la temporada televisiva 2010-2011. La tercera temporada comenzó a emitirse el 6 de octubre de 2010.
Una cuarta temporada ha sido ordenado y comenzó a transmitirse en junio y terminó en septiembre de 2011.

### Transmisión en Latinoamérica
Actualmente en Sudamérica, Destroy Build Destroy se transmiten desde primera semana de septiembre como parte de "Estreno todos los días" como resultado de cambio de era Check It!. El doblaje está encargado por los estudio SDI Media de México, cuyo productor ejecutivo está bajo en mando de Eduardo Giaccardi.
No obstante, siguen en transmisión en la actualidad incluso hubo un episodio un especial(donde se enfrentó los elencos de las película Ben 10: Invasión Alienígena contra los conductores de ¿Qué Pasaría?). En el aniversario n.º 20 de Cartoon Network, Tru TV conmemoran con un minimaratón de 2 horas de transmisión junto con ¿Qué Pasaría?, eso pasó igual con los otros canales de Time Warner a otras programas de CN.